# RTCN Krzemianucha
RTCN Góra Krzemianucha, także Jeleniewo – Radiowo-Telewizyjne Centrum Nadawcze na górze Krzemianucha, maszt o wysokości 232 metrów.

## Historia
Radiowo-telewizyjny ośrodek nadawczy dla Suwałk wzniesiony został w 1974 roku i od kwietnia emitowano już Program 1 Telewizji Polskiej na kanale 5 (polaryzacja H). Mniej więcej w tym samym czasie uruchomione zostały częstotliwości radiowe: 68,60 MHz – Program 2 Polskiego Radia oraz 72,68 MHz – Program 3 Polskiego Radia. W 1976 roku rozpoczęto nadawanie Programu 4 Polskiego Radia na częstotliwości 71,12 MHz, a także Programu 2 Telewizji Polskiej (kanał 36 - polaryzacja V). Emisja telewizyjnej "Jedynki" (kanał 5.) trwała najprawdopodobniej do roku 1994, kiedy to uruchomiono nowy nadajnik, pracujący na kanale 53. Pierwszą rozgłośnią radiową emitowaną w tzw. "wyższym paśmie UKF" (CCIR) było RMF FM - 89,0 MHz (również rok 1994). 

## Parametry
Parametry:
- Wysokość posadowienia podpory anteny: 252 m n.p.m.
- Wysokość zawieszenia systemów antenowych: Radio: 180, TV: 222 m n.p.t.

## Transmitowane programy

### Nienadawane analogowe programy telewizyjne
Programy telewizji analogowej wyłączone zostały 17 czerwca 2013.
| LP | Program | Właściciel            | Częstotliwość | Kanał | Moc     |
| -- | ------- | --------------------- | ------------- | ----- | ------- |
| 1  | TVP2    | Telewizja Polska S.A. | 591,25 MHz    | 36    | 1000 kW |
| 2  | TVP1    | Telewizja Polska S.A. | 727,25 MHz    | 53    | 300 kW  |
| 3  | Polsat  | Telewizja Polsat S.A. | 767,25 MHz    | 58    | 100 kW  |

### Programy radiowe
| LP | Program                   | Właściciel                                                                 | Częstotliwość | Moc emisyjna anten nadawczych |
| -- | ------------------------- | -------------------------------------------------------------------------- | ------------- | ----------------------------- |
| 1  | Polskie Radio 24          | Polskie Radio S.A.                                                         | 88,7 MHz      | 0,20 kW                       |
| 2  | Polskie Radio Program II  | Polskie Radio S.A.                                                         | 92,0 MHz      | 30 kW                         |
| 3  | RMF FM                    | Radio Muzyka Fakty Sp. z o.o.                                              | 95,1 MHz      | 1,60 kW                       |
| 4  | Polskie Radio Program III | Polskie Radio S.A.                                                         | 96,6 MHz      | 30 kW                         |
| 5  | Polskie Radio Białystok   | Polskie Radio – Regionalna Rozgłośnia w Białymstoku "Radio Białystok" S.A. | 98,6 MHz      | 30 kW                         |
| 6  | Radio Zet                 | Radio Zet Sp. z o.o.                                                       | 101,4 MHz     | 30 kW                         |
| 7  | Polskie Radio Program I   | Polskie Radio S.A.                                                         | 105,5 MHz     | 20 kW                         |
| 8  | Radio Maryja              | Prowincja Warszawska Zgromadzenia O.O. Redemptorystów                      | 107,9 MHz     | 20 kW                         |

### Programy telewizyjne – cyfrowe
| Nazwa multipleksu         | Częstotliwość (MHz) | Kanał | Moc (kW) | Polaryzacja | Charakterystyka promieniowania | Standard nadawania | Kompresja | Data uruchomienia nadajnika |
| ------------------------- | ------------------- | ----- | -------- | ----------- | ------------------------------ | ------------------ | --------- | --------------------------- |
| MUX 1                     | 650 MHz             | 43    | 20 kW    | pozioma (H) | dookólna (ND)                  | DVB-T2             | HEVC      | 2 maja 2012                 |
| MUX 2                     | 482 MHz             | 22    | 20 kW    | pozioma (H) | dookólna (ND)                  | DVB-T2             | HEVC      | 22 lipca 2011               |
| MUX 3 (Białystok)         | 586 MHz             | 35    | 20 kW    | pozioma (H) | dookólna (ND)                  | DVB-T2             | HEVC      | 17 czerwca 2013             |
| MUX 4                     | 498 MHz             | 24    | 20 kW    | pozioma (H) | dookólna (ND)                  | DVB-T2             | HEVC      | 31 sierpnia 2021            |
| MUX 6                     | 594 MHz             | 36    | 20 kW    | pozioma (H) | dookólna (ND)                  | DVB-T2             | HEVC      | 28 kwietnia 2021            |
| MUX 8                     | 191,5 MHz           | 7     | 9,5 kW   | pionowa (V) | kierunkowa (D)                 | DVB-T              | MPEG-4    | 25 października 2016        |
| MUX Litwa (LRT Lituanica) | 490 MHz             | 23    | 100 W    | pozioma (H) | kierunkowa (D)                 | DVB-T              | MPEG-4    | 3 sierpnia 2020             |

### Programy radiowe - cyfrowe
| Skład multipleksu | Częstotliwość | Kanał | Moc nadajnika | Polaryzacja | Kierunkowość |
| --- | ------------- | ----- | ------------- | ----------- | ------------ |
| - Polskie Radio Program I (Jedynka) - Polskie Radio Program II (Dwójka) - Polskie Radio Program III (Trójka) - Czwórka - Polskie Radio 24 - Radio Poland - Polskie Radio Olsztyn - Radio Warmii i Mazur - Polskie Radio Chopin - Polskie Radio Dzieciom - Polskie Radio Kierowców - Polskie Radio dla Ukrainy | 183.648 MHz   | 6B    | 15 kW         | V           | kierunkowa   |